# Miltochrista
Miltochrista é um gênero de traça pertencente à família Arctiidae.